# 阿江保智
阿江 保智（あえ やすとも、1995年5月20日 - ）は、元テレビ西日本のアナウンサー、アメリカンフットボール選手。現在はシグマセブンに所属している。

## 来歴・人物
兵庫県神戸市出身。六甲学院中学校・高等学校卒業。明治大学情報コミュニケーション学部卒業。
中学から大学までアメリカンフットボールをやり、大学時代は明治大学体育会アメリカンフットボール部グリフィンズに所属し、クォーターバックを務めた。2年次の2016年は夏に怪我をしてレギュラーシーズンを全休した。3年次のシーズン途中から西本晟にエースQBの座を奪われ4年次も控えQBであった。
日テレ学院で学びテレビ西日本の内定を得た。
アナウンサー業と並行して、Xリーグのイコールワン福岡SUNSでクォーターバックとしてプレーしている。

## 出演

### ドラマ
- 全領域異常解決室 第4話・第5話・第7話（2024年10月30日・11月6日・20日、フジテレビ） - アナウンサー 役[7]